# Adrian Vogt
Adrian Vogt alias Aditotoro (* 16. Januar 1999 in Rünenberg, Baselland, Schweiz) ist ein Schweizer Webvideoproduzent. Seine Hauptplattform ist TikTok, er ist aber auch auf YouTube, Instagram und Twitch aktiv. Vogt lädt Unterhaltungsvideos hoch und gibt in diesen unter anderem einen Einblick in seinen Lebensstil.

## Karriere
Vogt startete im März 2015 seinen Kanal auf YouTube. In einem Video von 2016 kündigte er an, dass er seine Videos nun auf Schweizerdeutsch machen wolle. Er wollte ursprünglich bei einem Radiosender arbeiten, fühlte sich aber zu den sozialen Medien mehr hingezogen, weshalb er schon früh seinen eigenen YouTube-Kanal bewirtschaftete. Vogt fing mit einem Mix von Pranks, Vlogs und Challenge-Videos an. Seit April 2020 existiert auch der Zweitkanal «Adissimo», auf welchem er Reaktions-Videos hochlädt.
2019 gründete er seinen TikTok-Kanal sowie das Klamottenlabel De Bifferent. 2020 gewann er den Swiss Comedy Award 2020 (Bereich Online) und 2021 den Swiss Influencer Award (Bereich Entertainment).

## Privates
Adrian Vogt wuchs in einem kleinen Dorf im Oberbaselbiet auf. Seine Eltern destillieren Schnaps und bauen Wein an. Seit seiner Kindheit leidet er an der Farbenblindheit. Mit 15 Jahren bekam er eine Kamera und machte die ersten Schritte seiner Karriere. Ende November 2023 gab Vogt die Trennung von der österreichischen Tiktokerin Hannah Tulnik bekannt, mit der er nach eigenen Angaben etwa anderthalb Jahre liiert gewesen war. Die beiden hatten sich ab 2020 durch gemeinsame Videos kennengelernt, in denen sie zunächst Gags über die DACH-Staaten machten und später eine geplante Hochzeit darstellten.

## Auszeichnungen und Nominierungen

### Auszeichnungen
- 2020: Swiss Comedy Awards – Kategorie: «Online»[18]
- 2021: Swiss Influencer Awards – Kategorie: «Entertainment»[19]
- 2022: German Influencer Awards – Kategorie: «Comedy (Macro)»[20]

### Nominierungen
- 2022: About You Awards – Kategorie: «Entertainment» (Schweiz)[21]

## Diskografie
- 2020: Disstrack
- 2020: Marketing Schnauz
- 2020: Papi
- 2020: Corona Song
- 2020: Corona Weihnachtssong
- 2021: Rabbit Freestyle
- 2022: Flip Flops
- 2022: Traurig
- 2022: Kein Anstand
- 2023: Egal
- 2023: Egal (Pazoo Remix)
- 2024: Füllkrug (mit Paulomuc)
- 2024: Füllkrug (Akustik Version)
- 2024: Füllkrug (Remix) (mit Paulomuc, Nikster und Roozters)
- 2024: Aperol Spritz (Techno Version) (mit Vincent Gross, Luca-Dante Spadafora und Paulomuc)
- 2025: Love & Cheese (mit Paulomuc und Paul Frege)